# Manchinger Straße (Ingolstadt)

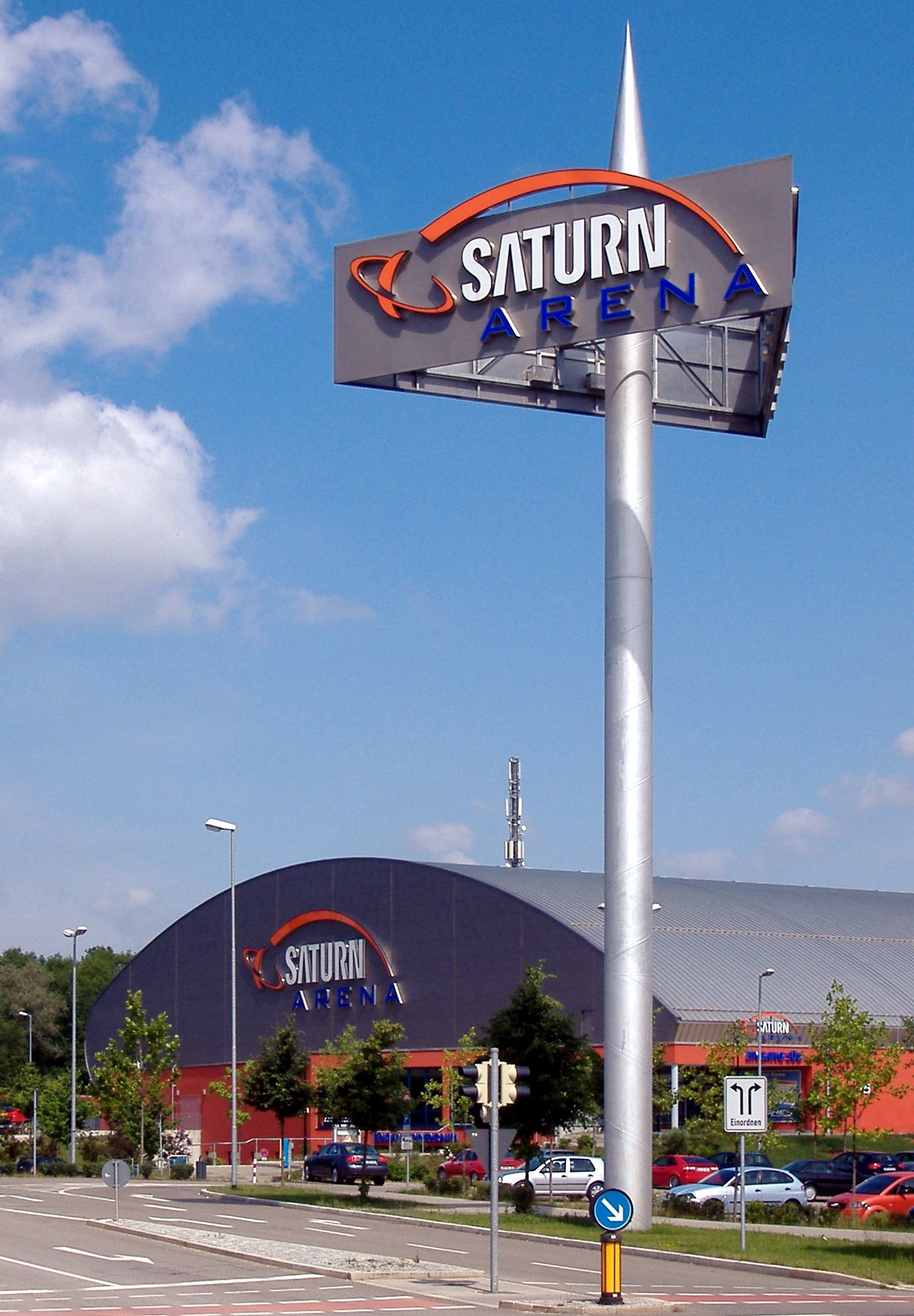
Die Kreuzung an der Saturn-Arena bildet den Anfang der Straße.

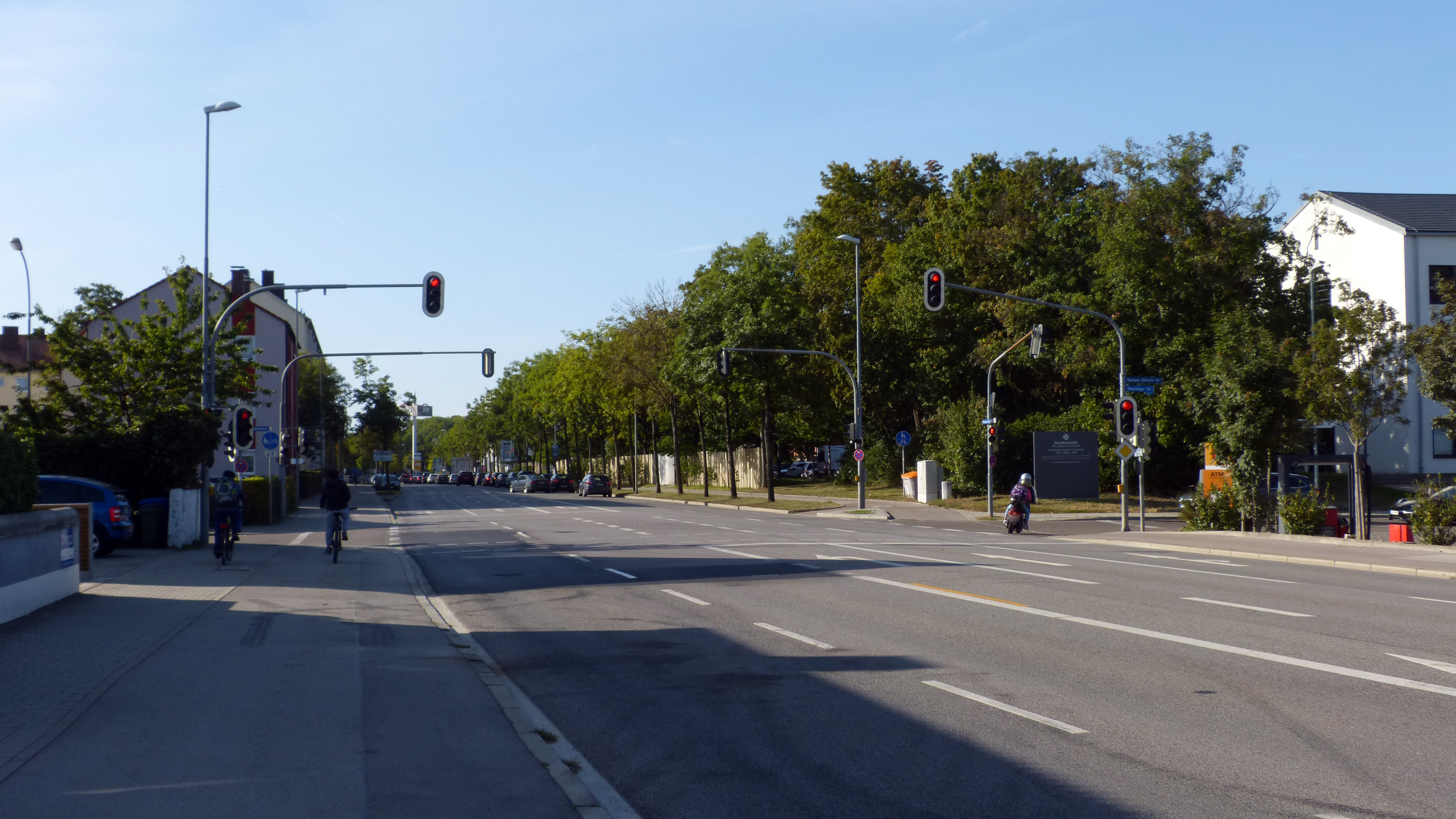
Blick auf die Manchinger Straße Richtung Westen

Die Manchinger Straße ist eine ca. 4,4 Kilometer lange Ein- und Ausfallstraße im Südosten der bayerischen Stadt Ingolstadt.

## Verlauf
Die Straße beginnt ortseinwärts an der Kreuzung Südliche Ringstraße, die hier die Bundesstraße 13 bildet, unweit der Saturn-Arena und verläuft weiter vorbei an der Pionierkaserne auf der Schanz. Anschließend überquert sie die Bundesautobahn 9, mit der sie über die Anschlussstelle 62 Ingolstadt-Süd verbunden ist. Östlich der Autobahn führt sie durch das Gewerbegebiet Manchinger Straße, zu dem auch die Eriagstraße gehört. Am Ende der Manchinger Straße, kurz vor verlassen der geschlossenen Ortschaft, befindet sich das Fußballstadion Audi-Sportpark. Außerhalb von Ingolstadt führt die Staatsstraße 2335 bei Manching auf die Bundesstraße 16.

## Ausbauzustand
Die Manchinger Straße ist im Stadtgebiet komplett vierspurig ausgebaut mit zum größten Teil separaten Linksabbiegerspuren.

## Verkehr
Die Stadtbuslinien 17 und 21 der INVG bedienen entlang der Manchinger Straße die Haltestellen Pionierkaserne und Messerschmittstraße